# Catfight

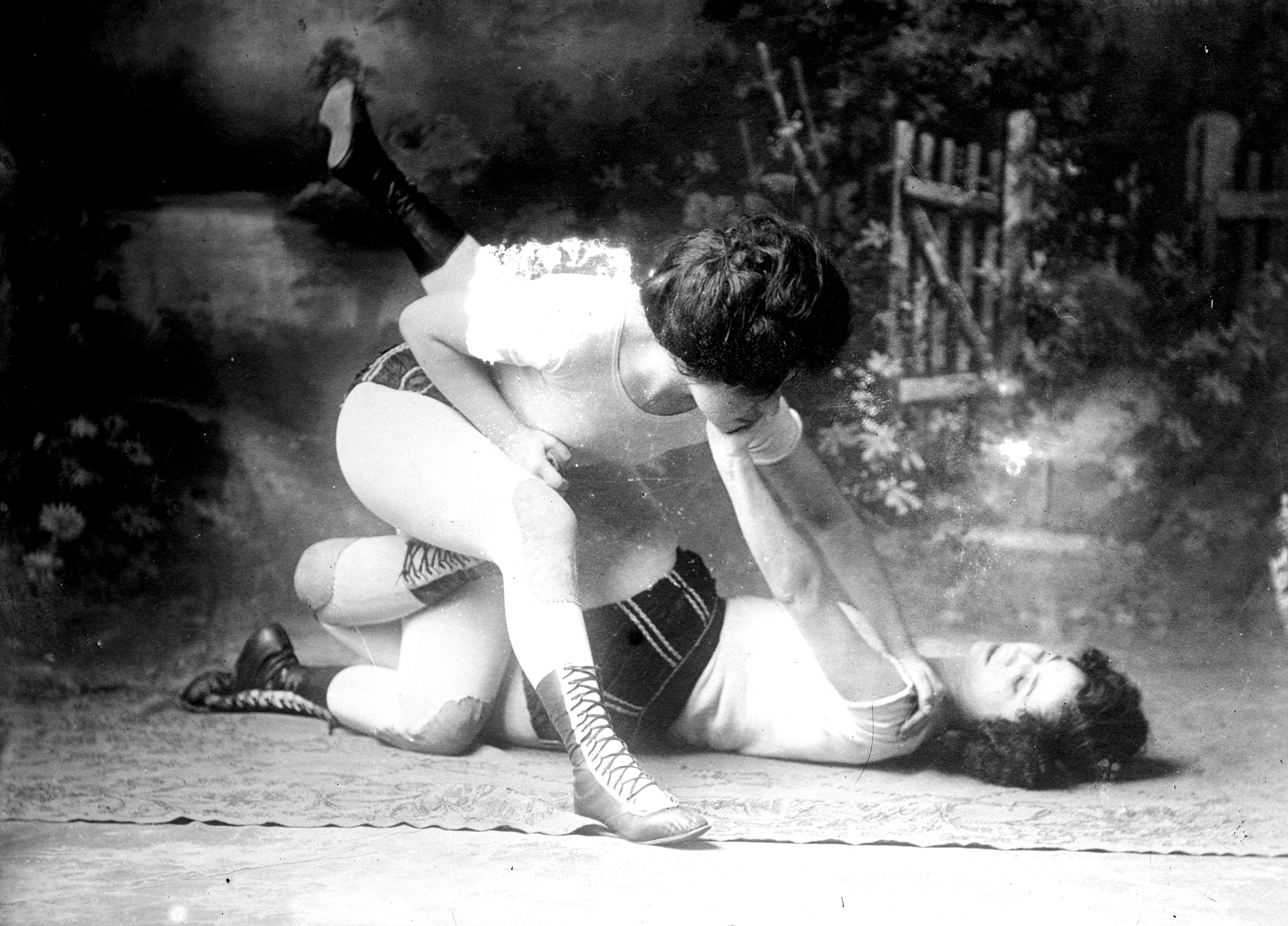
Ein Frauen-Ringkampf im frühen 20. Jahrhundert

Der Begriff Catfight kommt aus dem angloamerikanischen Sprachraum und ist dort die Bezeichnung für einen Streit zwischen Frauen. Die Auseinandersetzung kann sowohl körperlich als auch verbal ausgetragen werden, wobei bei der körperlichen Auseinandersetzung auch die gemeinhin als frauentypisch angesehenen Aktionen wie Kratzen, Beißen und Haareziehen zum Einsatz kommen können. Die Gegnerinnen greifen dabei sowohl zu fairen als auch unfairen Mitteln (in der verbalen Form z. B. Intrigen). Dabei kann es unter anderem um Männer, eine bestimmte Machtposition oder spezifische weibliche Rivalitäten gehen, allen voran Blondinen gegen Brünette.

## Geschichte

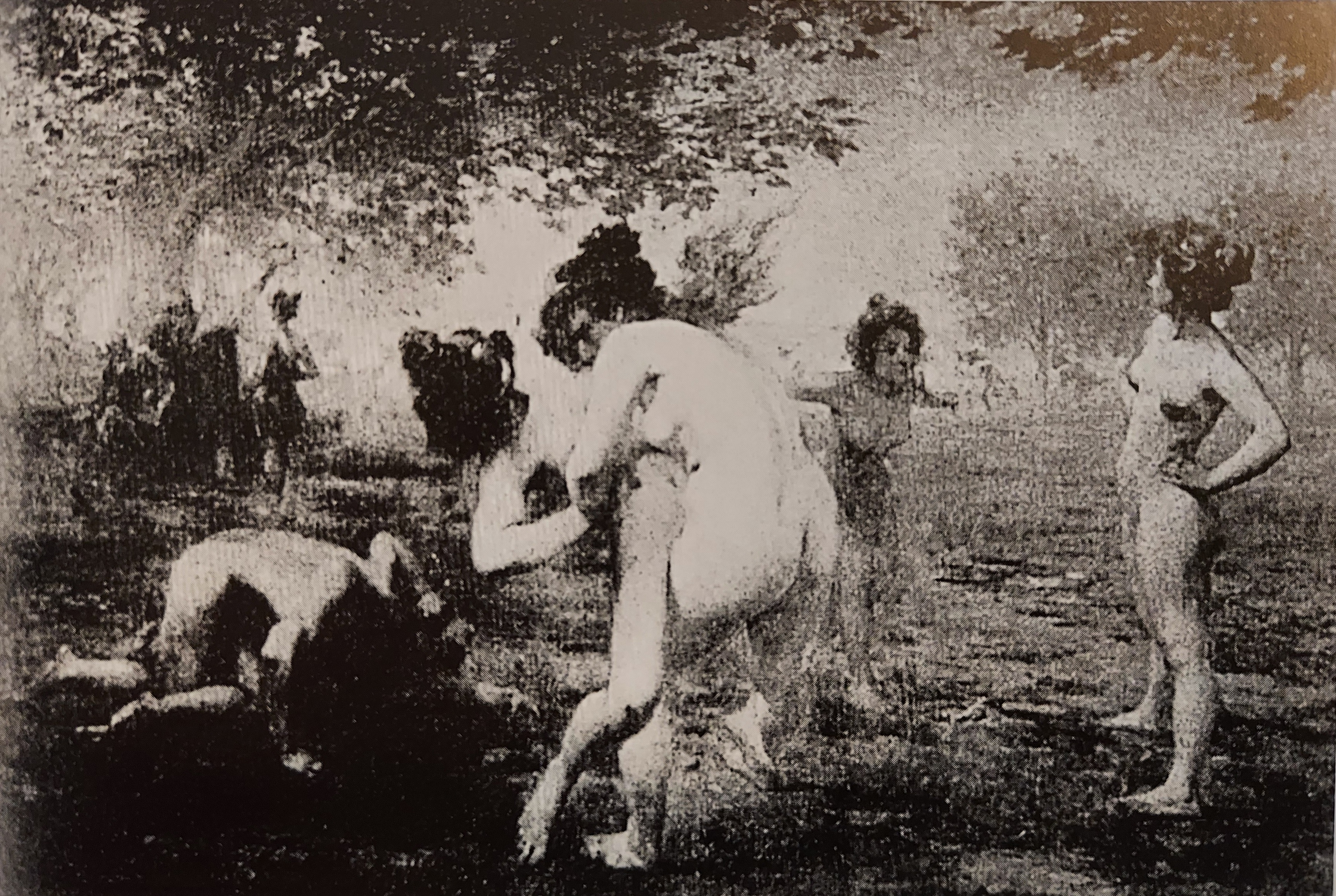
The Girls of Sparta von Émmanuel Croizé (ca. 1903)

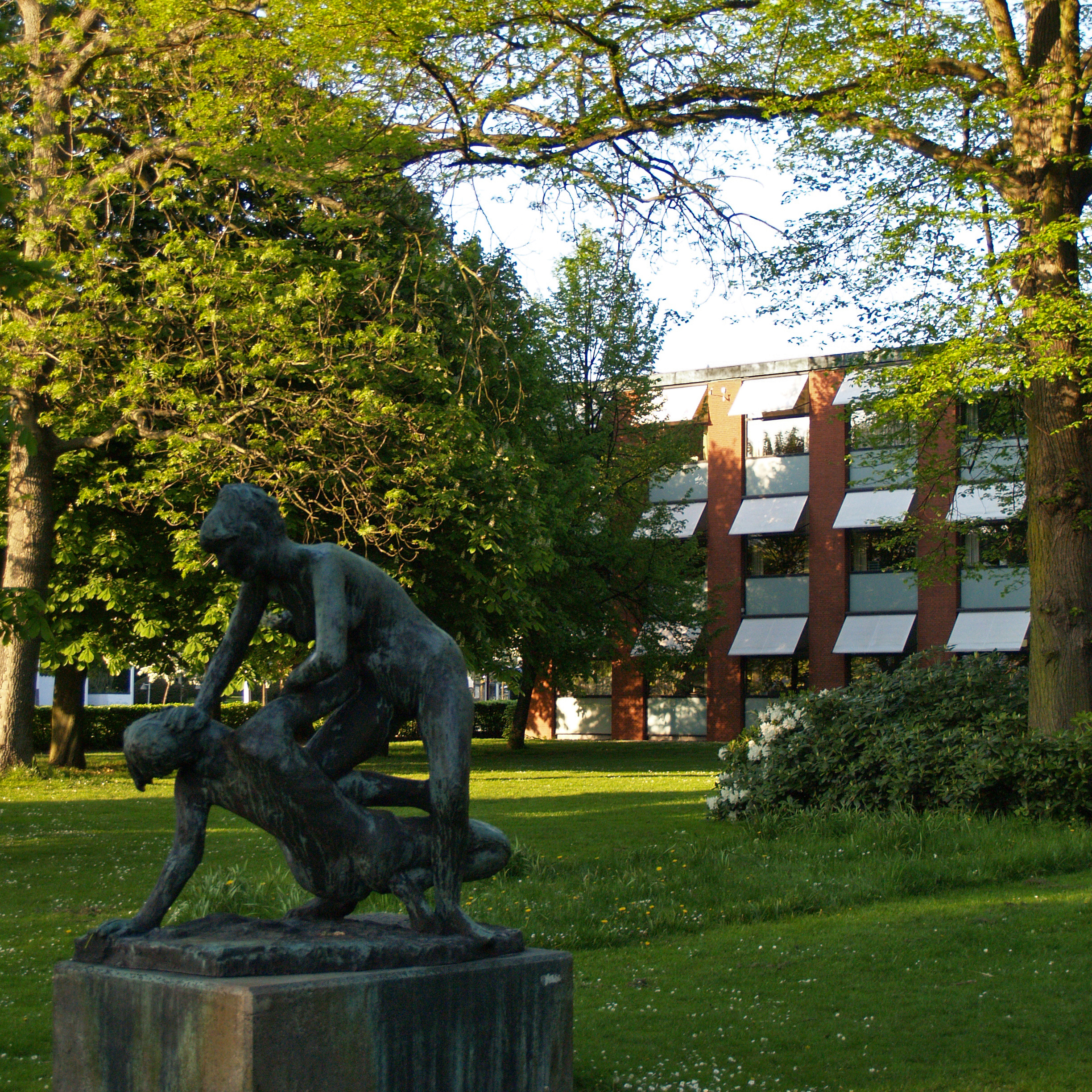
Bronzestatue zweier ringender Frauen vor dem Rathaus von Glostrup (Dänemark) von Arne Jacobsen

Zum ersten Mal trat der Begriff Catfight 1824 im Titel eines Gedichtes von Ebenezer Mack The Cat-Fight a Mock Heroic Poem auf.
1919 wurde er in das Merriam-Webster Dictionary aufgenommen. Bezüglich des Catfights als physische Austragung weiblicher Rivalitäten differierten von jeher die sogenannte öffentliche Moral und die Realität. In jeder Epoche der Menschheitsgeschichte, in nahezu allen Kulturen, duellierten sich Frauen, wenngleich dies häufig als nicht-feminines Verhalten gewertet wurde. Diese Zwei- oder Gruppenkämpfe hatten historisch vielfältige Funktionen und werden auch gegenwärtig in überwiegend nichtsportlicher Absicht ausgetragen. Darunter fallen unter anderem Rangkämpfe innerhalb einer Gruppe, spielerisches Raufen, die Herstellung des Körperkontaktes zwecks Lustgewinn sowie Unterhaltungszwecke. Besonders letzteres ist stark voyeuristisch ausgeprägt, da viele Menschen Lust beim Anblick kämpfender Frauen oder Männer empfinden. Allerdings muss erwähnt werden, dass Catfights in der westlichen Populärkultur deutlich stärker sexualisiert wurden und immer noch werden, als Kämpfe zwischen Männern. Daher wird dieser Begriff oft als abwertend und sexistisch empfunden.
Nichtsdestotrotz darf der emanzipatorische Aspekt nicht gänzlich außer Acht gelassen werden. Galten kämpfende Frauen und Mädchen noch bis in das späte 20. Jahrhundert hinein als unvereinbar mit den gesellschaftlichen Normen und Wertevorstellungen, ist diese Weltanschauung heutzutage nicht mehr derartig weit verbreitet. Wenn Frauen sich körperlich duellieren, ob mit anderen Frauen oder mit Männern, dann nicht bloß um einem Publikum Freude zu bereiten oder bei Videoproduktionen für ihre Kämpfe honoriert zu werden. Viel mehr kann ein „Catfight“ als Ausbruch aus einem als klassisch weiblich geltenden Verhaltensmuster gewertet werden, welches vor allem von Passivität, Gutmütigkeit oder Anmut geprägt ist. Simone de Beauvoir beschrieb 1949 ein Defizit an körperlichem Durchsetzungsvermögen in der Entwicklung von Mädchen:

„Die Jungen machen mit etwa dreizehn Jahren eine regelrechte Lehre der Gewalt durch; in diesem Alter entwickeln sich ihre Aggressivität, ihr Streben nach Macht, ihre Lust an der Herausforderung. Im gleichen Alter zieht das Mädchen sich von gewalttätigen Spielen zurück. Es kann zwar weiterhin Sport treiben, aber Sport bedeutet eine Spezialisierung, eine Befolgung festgesetzter Regeln, er bietet kein Äquivalent für den spontanen und gewohnheitsmäßigen Rückgriff auf die Körperkraft. [...] Gewiß, die Frauen vergleichen sich untereinander, doch solch passive Gegenüberstellungen sind etwas anderes als eine Herausforderung, bei der zwei Freiheiten aufeinandertreffen, die ihren Einfluß auf die Welt geltend machen und deren Grenzen zurückdrängen wollen.“

## Unterhaltungsbereich
Bereits in den 1930er-Jahren wurde die Thematik in Filmen aufgegriffen, beispielsweise in Der große Bluff zwischen Marlene Dietrich und Una Merkel. Ab den 1970er-Jahren ergab sich durch die Blaxploitation-Filme mit ihrer Stilikone Pam Grier, Roller Derbys und diverse Frauengefängnisfilme ein regelrechter Boom von Filmcatfights. Einige prominente Beispiele für Frauenkämpfe innerhalb der Film- und Fernsehindustrie sind Liebesgrüße aus Moskau (Martine Beswick & Aliza Gur), Kesse Bienen auf der Matte und Wild Things (Denise Richards & Neve Campbell). Auch die mythischen Amazonen wurden im Bezug auf eine Gesellschaft ohne Männer für die Thematisierung weiblicher Rivalitäten sowie lesbischer Lust herangezogen, wie etwa der 1973 erschienene Spielfilm War Goddess von Terence Young zeigt. In den Storylines des professionellen Wrestlings haben sich Catfights der Akteurinnen seit den 1990er-Jahren als fester Showbestandteil etabliert. Auch die Jerry Springer Show war dafür bekannt, dass dort regelmäßig Schlägereien zwischen nackten oder leicht bekleideten Frauen inszeniert wurden. Vor einem skandierenden Publikum entkleideten sich die weiblichen „Showgäste“ bereitwillig vor den Kämpfen, um oftmals lesbische Rivalitäten auszutragen. Daneben existieren Schlamm- und Ölcatchen als erotische Unterhaltungsformen bei Veranstaltungen, zum Beispiel in Discotheken oder bei Biker-Treffen. Als herausragendes Beispiel für Catfights im Unterhaltungsbereich kann eine Reihe von TV-Werbespots der US-amerikanischen Brauerei Miller aus dem Jahr 2002 betrachtet werden. Die beiden Models Kitana Baker und Tanya Ballinger erlangten dabei als Miller Lite Catfight Girls weitreichende Bekanntheit. Darüber hinaus hatten sie 2003 einen gemeinsamen Auftritt mit Stacy Keibler und Torrie Wilson bei WWE WrestleMania XIX.

## Erotik

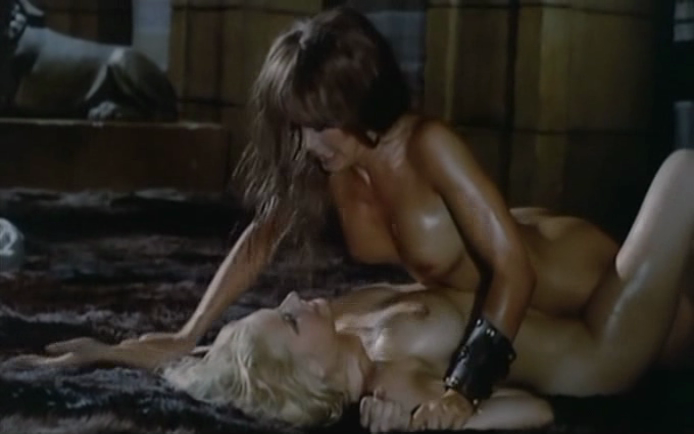
Eine erotische Ringkampf-Szene aus dem Film War Goddess

Catfight ist auch der Sammelbegriff für eine fetischartige Neigung, die ihre erotische Anziehungskraft im sowohl sportlichen als auch gespielten Kräftevergleich zwischen Frauen hat. Diese Neigung ist primär voyeuristisch ausgeprägt und betrifft zumeist Ringen, Armdrücken und Boxen.
Homo- und bisexuelle Frauen nutzen den Ringkampf bisweilen auch als Mittel des Körperkontaktes, da er sich geradezu als Möglichkeit einer lustvollen Begegnung mit anderen Frauen anbietet. Für diesen Aspekt spricht, dass sehr intime Ringkämpfe in orgastischen Verschlingungen und offener Tribadie münden können. In manchen Fällen sind die sexuelle Erregung sowie der Höhepunkt erklärtes Ziel eines Ringkampfes unter Frauen. Als Regel eines solchen „Sexkampfes“ (engl. Sexfight) gilt meistens: Wer zuerst zum Orgasmus kommt, hat verloren. Nichtsdestoweniger sind bei einer klitoridal stimulierten Frau multiple Orgasmen möglich. Schon bei der nächsten Gegnerin, sogar noch im selben Kampf, kann abermals ein Orgasmus erzielt werden. Sogenannte Pussy-, Sex- oder Tribfights bilden unter kommerziell hergestellten Videos eigene Kategorien. Tribadische Szenen und erotische Kämpfe sind daher nicht immer eindeutig zu unterscheiden.
Wegweisend für die Produktion und Publikation derartiger Videos im angloamerikanischen Raum waren von den 1990er- bis in die 2000er-Jahre hinein Napali Video und California Wildcats. Der dargebotene Fokus lag dabei je nach Film auf unterschiedlichen Arten des Zweikampfes, darunter Ringen, Boxen, Sexfighting oder Titfighting, dem aggressiven Zusammenpressen oder Zusammenreiben der Brüste. Eindeutig lesbische Handlungen waren indes nahezu immer Bestandteil der präsentierten Szenen. Als Darstellerinnen für Napali Video traten unter anderem Danni Ashe, Joi Reno, Puma Swede und Sara Jay in Erscheinung. Für California Wildcats wiederum Celeste Star, Charlie Laine, Francesca Lé, Goldie Blair, Jana Cova, Jewell Marceau, Johnni Black, Penny Flame und Teanna Kai. Ferner arbeiteten auch einige Darstellerinnen mit beiden Produktionsstudios zusammen, beispielsweise Devon Michaels, Tanya Danielle, Vanessa Blue und Venus DeLight. Insbesondere Tanya Danielle und Devon Michaels traten wiederholt gemeinsam in Videos auf, was den Anschein einer regelrechten Rivalität erweckte und beide Darstellerinnen zu Ikonen der Szene werden ließ.
Schließlich erschienen etwa im selben Zeitraum die ersten europäischen Produktionen. Die österreichische Produktionsfirma Danube Women Wrestling (DWW), welche sich zuvor primär auf erotische Ringkämpfe spezialisiert hatte, vermarktete unter dem Label Tribgirls bis 2011 auch Sexkämpfe. Hierbei waren die Darstellerinnen zunächst vor allem ungarischer und später tschechischer Nationalität. Die Produktion von Videos wird seit 2012 von Fighting Dolls sowie Trib-Dolls aus Brno fortgeführt, welche damit in die Fußstapfen von DWW und Tribgirls traten. Einige der Darstellerinnen wechselten jedoch zu dem seit 2007 von der ehemaligen DWW-Ringerin Hana Klima betriebenen Studio Foxy Combat, welches seither ebenfalls Videos von erotischen Ringkämpfen und Sexkämpfen produziert. Auch Foxy Combat sitzt in Brno, womit in der zweitgrößten Stadt Tschechiens zwei konkurrierende Produktionsfirmen ihren Sitz haben. Inzwischen sind kommerziell hergestellte Videos von lesbischen Sexkämpfen keine Seltenheit mehr und werden sowohl in den Vereinigten Staaten als auch in Europa und Ostasien produziert.